# Volatilité (chimie)
Pour les articles homonymes, voir Volatilité.

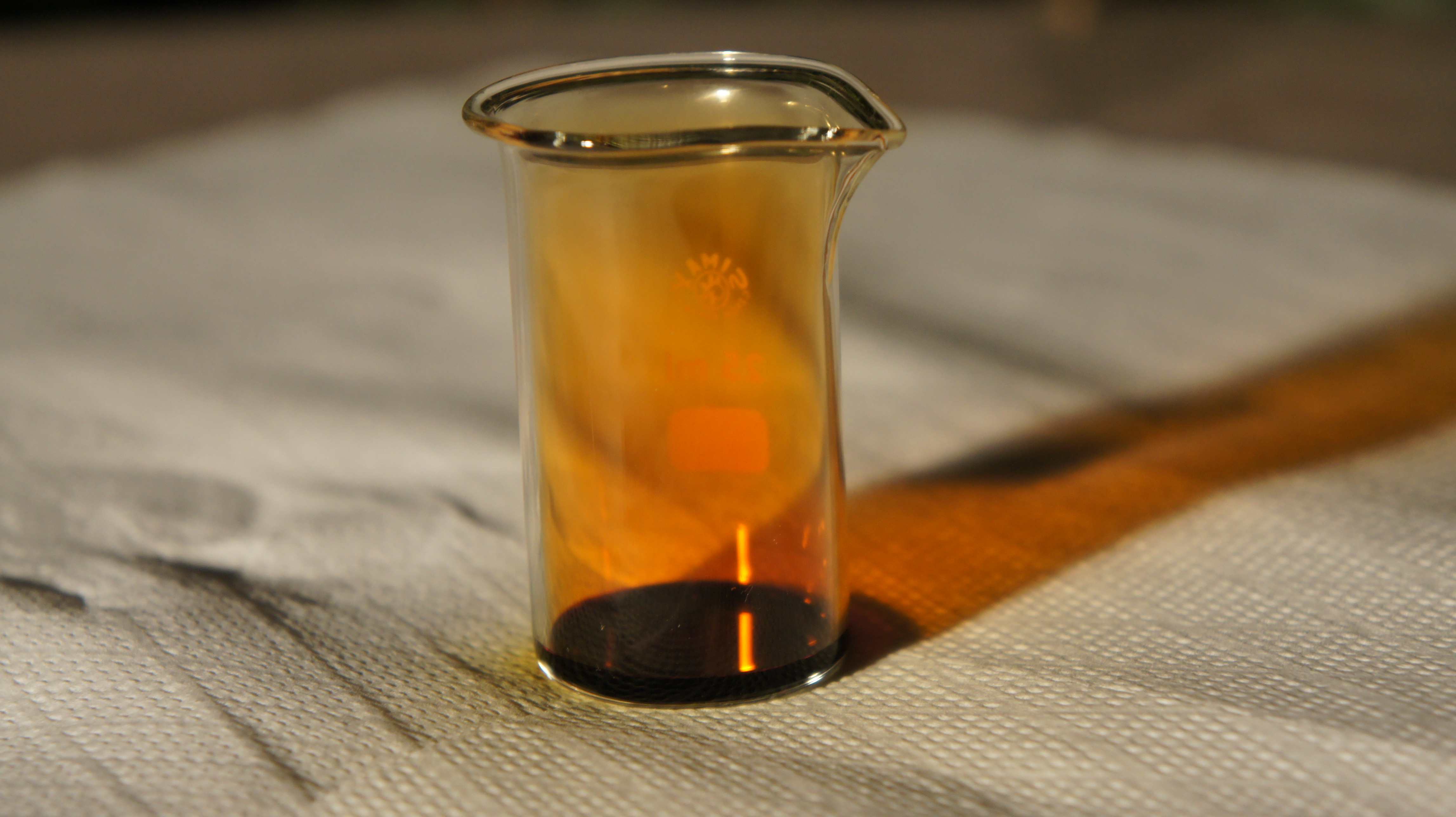
Le dibrome est un liquide volatile, on peut le constater par les fumées rouge-marron qui s'en dégagent.

La volatilité est la mesure de la capacité d'une substance à se vaporiser. Il s'agit d'un paramètre important pour définir la qualité d'un carburant. 
Le terme est principalement appliqué aux liquides ; cependant, il peut être aussi utilisé pour décrire le processus de sublimation qui est associé à des substances solides, telles que la glace carbonique (dioxyde de carbone solide) et le chlorure d'ammonium qui peuvent passer directement de l'état solide à l'état gazeux sans devenir liquide.

## Détermination de la volatilité
La volatilité intrinsèque d'un corps {\displaystyle i} peut être définie comme le rapport de la fraction molaire {\displaystyle y_{i}} dans la phase gazeuse, sur la fraction molaire {\displaystyle x_{i}} dans la phase liquide dans une situation d'équilibre de phases :
La volatilité relative du corps {\displaystyle i} par rapport au corps {\displaystyle j} est définie par le rapport de leurs volatilités intrinsèques :
La volatilité relative est utilisée pour caractériser la facilité de séparation d'un mélange par distillation. Lorsque la volatilité relative vaut 1, le mélange est azéotrope. Une distillation est considérée comme un bon procédé de séparation si la volatilité relative est supérieure à 1,05. Toutefois, en distillation d'isotopes, on rencontre des volatilités inférieures à 1,003. 
La « dévolatilisation » est l'opération qui consiste à débarrasser un matériau (charbon bitumineux par exemple) des composés volatils qu'il contient.